# Topolino e la magia del Natale
Topolino e la magia del Natale (Mickey's Once Upon a Christmas) è un film d'animazione natalizio direct-to-video del 1999 diretto da registi vari e prodotto dalla Walt Disney Television Animation. Il film è composto da tre segmenti non correlati: Un Natale al giorno, Un ospite speciale e Il regalo più bello. Distribuito in America del Nord in VHS e DVD-Video il 9 novembre 1999, il film cinque anni dopo ha avuto un sequel in CGI intitolato Topolino strepitoso Natale!.

## Trama

### Un Natale al giorno
- Regia: Bradley Raymond
- Sceneggiatura: Charlie Cohen

Segmento ispirato al racconto del 1892 Natale tutti i giorni di William Dean Howells. Qui, Quo e Qua si svegliano la mattina di Natale e aprono i loro regali, anche se avrebbero dovuto aspettare prima l'arrivo di Paperina, zio Paperone e zia Gertie. Dopo che i ragazzi hanno preso le nuove slitte regalategli da Paperino (senza leggere il biglietto allegato), corrono in slitta per tutto il giorno e cenano rumorosamente facendo arrabbiare Paperino. Mentre gli altri cantano dei canti natalizi, i ragazzi giocano con i loro nuovi giocattoli. Al momento di andare a letto, i ragazzi esprimono a una stella il desiderio che sia Natale tutti i giorni. Il loro desiderio viene esaudito e all'inizio i tre ne sono felici. Dopo pochi giorni, tuttavia, iniziano a stancarsi del Natale e presto si rendono conto che ogni giorno sarà esattamente uguale a quello in cui hanno espresso il desiderio. Decidono quindi di cambiare il corso degli eventi del giorno successivo facendo scherzi e dispetti a tutti, tra cui lo scambio del tacchino cotto per la cena con uno vivo. Ne nasce un Natale terribile per tutti, specialmente per Paperino. Prima di andare a letto, i ragazzi leggono il biglietto, in cui Paperino e Paperina spiegano loro che il Natale non riguarda solo i regali, ma anche lo stare con la famiglia. I ragazzi si sentono in colpa e decidono di fare ammenda rendendo il giorno successivo il miglior Natale di sempre realizzando finalmente il vero significato del Natale. Così il ciclo temporale finisce, portando al giorno di Santo Stefano.

### Un ospite speciale
- Regia: Jun Falkenstein e Bill Speers
- Sceneggiatura: Scott Gorden, Tom Nance e Carter Crocker

Dopo che Pippo e Max hanno spedito una lettera a Babbo Natale, Pietro, il loro vicino di casa, dice a Max che Babbo Natale non esiste, facendogli notare che non può volare in giro per il mondo in una notte. Le cose peggiorano quando Pippo si finge Babbo Natale per alcuni bambini e Max scopre che lo ha ingannato. Pippo è determinato a dimostrare a Max che Babbo Natale esiste e rimane sveglio tutta la notte di Natale per scrutare il cielo mentre Max, ancora amareggiato per l'inganno di Pippo, desidera che lasci perdere. Ma dopo molto tempo, e dopo aver scambiato un Bassotto (che stava rapinando la casa di Pietro) per Babbo Natale ed essere caduto dal tetto, Pippo rinuncia e si rattrista. Ora è Max a cercare di tirare su il morale a Pippo in tutti i modi che il padre usava per lui, incluso fingersi Babbo Natale. Alla fine, il vero Babbo Natale arriva e dà a Max il regalo che aveva chiesto (oltre a coprire di neve la casa di Pietro quando quest'ultimo gli chiede dove siano i suoi regali). Quando Max chiede a Pippo se Babbo Natale abbia dimenticato il suo regalo, il padre gli risponde che ogni anno chiede la stessa cosa e, ogni anno, la ottiene: la felicità di Max.

### Il regalo più bello
- Regia: Toby Shelton

I protagonisti nella scena finale

- Sceneggiatura: Richard Cray e Temple Mathews

Segmento ispirato al racconto del 1905 Il dono dei Magi di O. Henry. Topolino, che lavora nella rivendita di alberi di Natale di Pietro, vuole regalare a Topolina una catenina d'oro per il suo orologio; tuttavia, dopo aver proposto un piccolo albero a una famiglia povera che non è in grado di acquistarne uno formato gigante, Pietro gli ruba tutti i soldi e lo licenzia. Anche Topolina vuole regalare a Topolino qualcosa di speciale per Natale, quindi si dà da fare nel grande magazzino in cui lavora per ottenere il premio di Natale, il quale però si rivela nient'altro che una plum cake. Dopo aver suonato l'armonica a bocca a una raccolta di giocattoli, Topolino ha l'idea di scambiare la sua armonica con la catenina. Il negoziante gli dice che l'armonica vale ben poco, ma cambia idea dopo averlo sentito suonare. A casa di Topolina, Topolino le dà la catenina per il suo orologio e Topolina gli dà una custodia per la sua armonica. Tuttavia, Topolina non ha più il suo orologio avendolo scambiato con la custodia – proprio come Topolino non ha più la sua armonica – quindi i regali sono essenzialmente inutili. Tuttavia, Topolino e Topolina possono ancora festeggiare un buon Natale poiché ciò che conta non è il dono ma il pensiero che c'è dietro ad esso.
Il film si conclude con un medley di Jingle Bells, Deck the Halls e We Wish You a Merry Christmas cantato dai protagonisti dei tre segmenti.

## Personaggi e doppiatori
| Personaggio          | Doppiatore originale           | Doppiatore italiano |
| -------------------- | ------------------------------ | ------------------- |
| Narratore            | Kelsey Grammer                 | Michele Kalamera    |
| Topolino             | Wayne Allwine                  | Alessandro Quarta   |
| Paperino             | Tony Anselmo                   | Luca Eliani         |
| Pippo                | Bill Farmer                    | Roberto Pedicini    |
| Pluto                | Bill Farmer                    | Marco De Risi       |
| Topolina             | Russi Taylor                   | Paola Valentini     |
| Qui, Quo e Qua       | Russi Taylor                   | Laura Lenghi        |
| Paperina             | Diane Michelle Tress MacNeille | Laura Lenghi        |
| Zia Gertie           | Tress MacNeille                | Franca Lumachi      |
| Cip                  | Tress MacNeille                | Antonella Rinaldi   |
| Ciop                 | Corey Burton                   | Teo Bellia          |
| Paperon de' Paperoni | Alan Young                     | Giorgio Lopez       |
| Max Goof             | Shaun Fleming                  | Fabrizio De Flaviis |
| Pietro Gambadilegno  | Jim Cummings                   | Massimo Corvo       |
| Mortimer             | Jeff Bennett                   | Marco De Risi       |

## Distribuzione

### Edizione italiana
Il doppiaggio italiano fu realizzato dalla Royfilm e diretto da Leslie La Penna su dialoghi di Giorgio Tausani. Il film vide, insieme alla serie Mickey Mouse Works, l'esordio di Roberto Pedicini come doppiatore di Pippo in sostituzione di Vittorio Amandola. Max non è doppiato dalla sua voce abituale Simone Crisari ma da Fabrizio De Flaviis essendo il personaggio rappresentato in una versione ancora più giovane di quanto visto in Ecco Pippo!. Le canzoni, pur essendo canti natalizi tradizionali in lingua inglese, sono state adattate in italiano da Ermavilo, e incise sotto la sua direzione da Maurizio Mariani presso la Trafalgar D.R.S.

### Edizioni home video
Il film fu distribuito in America del Nord in VHS e DVD-Video il 9 novembre 1999. Successivamente fu ripubblicato in VHS e su DVD il 7 novembre 2000; questa seconda edizione DVD include come extra un video musicale di Deck the Halls cantata dalle SHeDAISY, uno storybook de Il regalo più bello e le versioni karaoke di Deck the Halls e Jingle Bells. L'edizione italiana fu pubblicata in VHS nel dicembre 1999 e in DVD il 4 dicembre 2003, con lo storybook come unico extra.
Il 4 novembre 2014 uscì in America del Nord una "3-Disc Special Edition" che contiene Topolino e la magia del Natale e Topolino strepitoso Natale! in un unico Blu-ray Disc e in due DVD distinti. Gli extra relativi al primo film sono gli stessi del DVD, tranne il video musicale.

## Accoglienza

### Critica
Il sito Rotten Tomatoes ha raccolto cinque recensioni del film, di cui due positive, per un voto medio di 5,6.

## Riconoscimenti
- 2000 - Annie Award[7]
  - Candidato per il miglior film direct-to-video
- 2000 - Golden Reel Award
  - Candidato per il miglior montaggio sonoro in un film direct-to-video